# Lipniku
Lipniku est un village de 12 habitants de la Commune de Iisaku du Comté de Viru-Est en Estonie. 